# Leon Bridges
Todd Michael "Leon" Bridges (Atlanta, Georgia, 13 juli 1989) is een Amerikaans singer-songwriter. Zijn muzikale stijl kan worden omschreven als soul. Hij heeft drie albums uitgebracht: Coming Home uit 2015, Good Thing uit 2018 en Gold-Diggers Sound uit 2021. Hij heeft samengewerkt met artiesten als Macklemore en Ryan Lewis, Gary Clark jr., Bun B, Khruangbin, Noah Cyrus en John Mayer.

## Carrière
Toen Bridges een jaar oud was, verhuisde zijn familie naar New Orleans, Louisiana, waar zij een jaar bleven voordat zij naar Fort Worth, Texas verhuisden, waar Bridges opgroeide. Hij begon met simpele akkoorden op de gitaar te spelen ter begeleiding van door hem geschreven teksten. In december 2014 tekende hij een contract bij Columbia Records. Het nummer "Lisa Sawyer", dat gaat over de bekering van zijn moeder, definieerde zijn stijl.

### 2014-2015: debuutalbumComing Home
Bridges schreef nummers die waren geïnspireerd door de soulmuziek uit de jaren '50 en '60. Hierdoor kreeg hij een kleine schare fans, en zijn doorbraak kwam nadat hij Austin Jenkins en Joshua Block van de band White Denim ontmoette. Vanwege het nummer "Coming Home" dat Bridges schreef kreeg hij de aandacht van de twee. Aan het eind van 2014 bracht hij twee demo's uit via Soundcloud die waren geproduceerd door Jenkins en Block. "Coming Home" werd veel gedraaid door lokale radiozenders. Hierdoor kreeg Bridges aandacht van diverse platenlabels en tekende hij in 2014 bij Columbia Records.

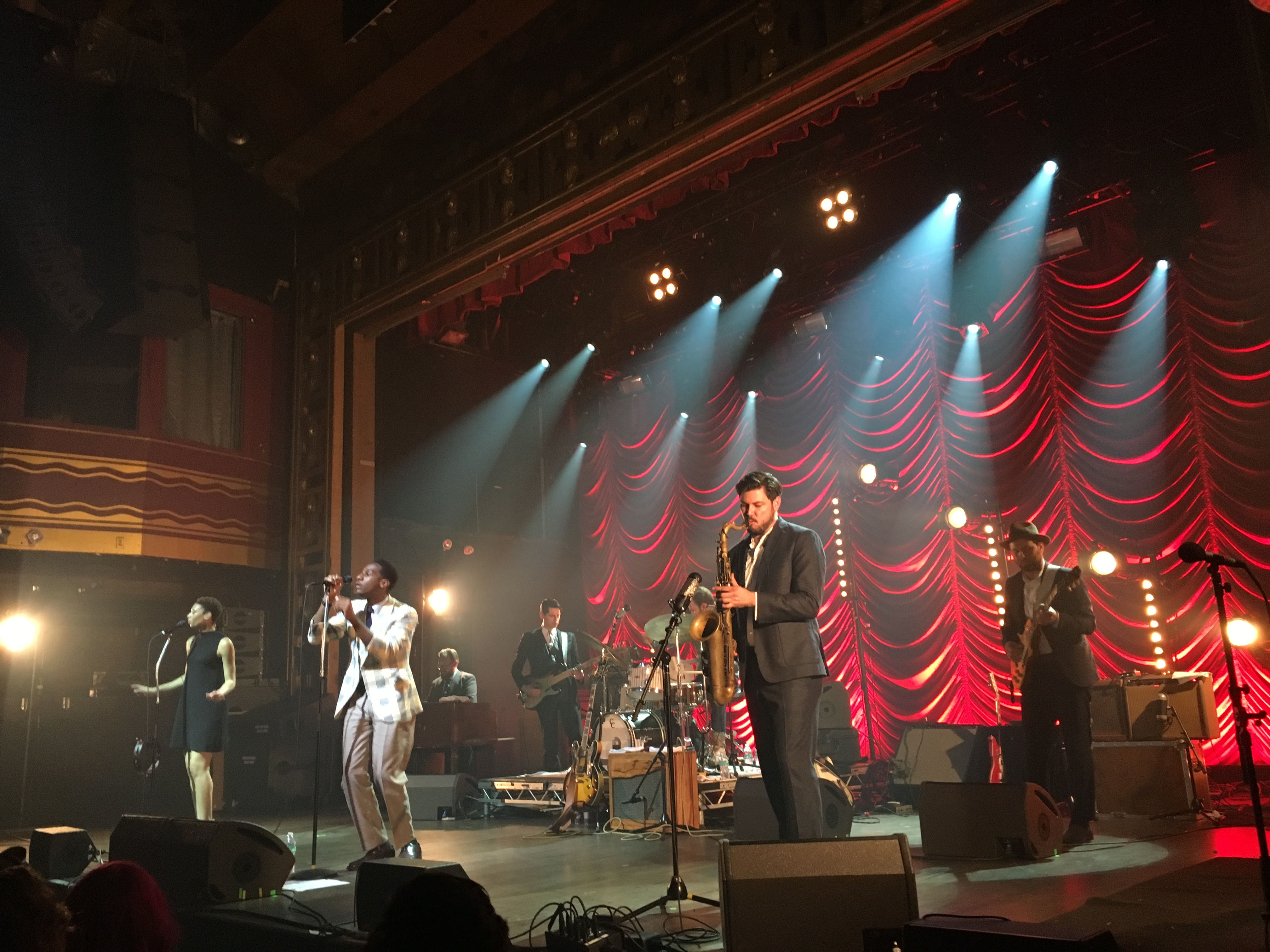
Bridges en zijn band in de Webster Hall, New York, op 21 oktober 2015

In januari 2015 ging Bridges voor het eerst op een nationale tournee. Hij gaf concerten in Texas en stond in het voorprogramma van Sharon Van Etten. Zijn eerste officiële single "Coming Home" werd in februari 2015 uitgebracht. Het werd een succes en stond in de top 10 van Spotify in dezelfde maand. Bridges was op tournee met Jenkins en Block totdat zij terugkeerden bij White Denim. Ook stond hij in 2015 op het Sundance Film Festival en op South by Southwest.
Op 23 juni 2015 bracht Bridges zijn debuutalbum Coming Home uit. Een maand eerder gaf hij al zijn eerste concert in het Verenigd Koninkrijk in het Londense Village Underground. Vervolgens ging hij op een kleine tournee door het Verenigd Koninkrijk. Verder stond hij in het voorprogramma van Pharrell Williams en was hij de muzikale gast in Saturday Night Live. Tijdens de Grammy Awards van 2016 werd Coming Home genomineerd in de categorie Best R&B Album.

### 2016-heden: tweede albumGood Thing
In 2016 was Bridges te horen op het nummer "Kevin" van Macklemore en Ryan Lewis, dat werd uitgebracht op hun tweede album This Unruly Mess I've Made. Daarnaast trad hij op 24 februari van dat jaar op in het Witte Huis voor president Barack Obama en zijn vrouw Michelle.

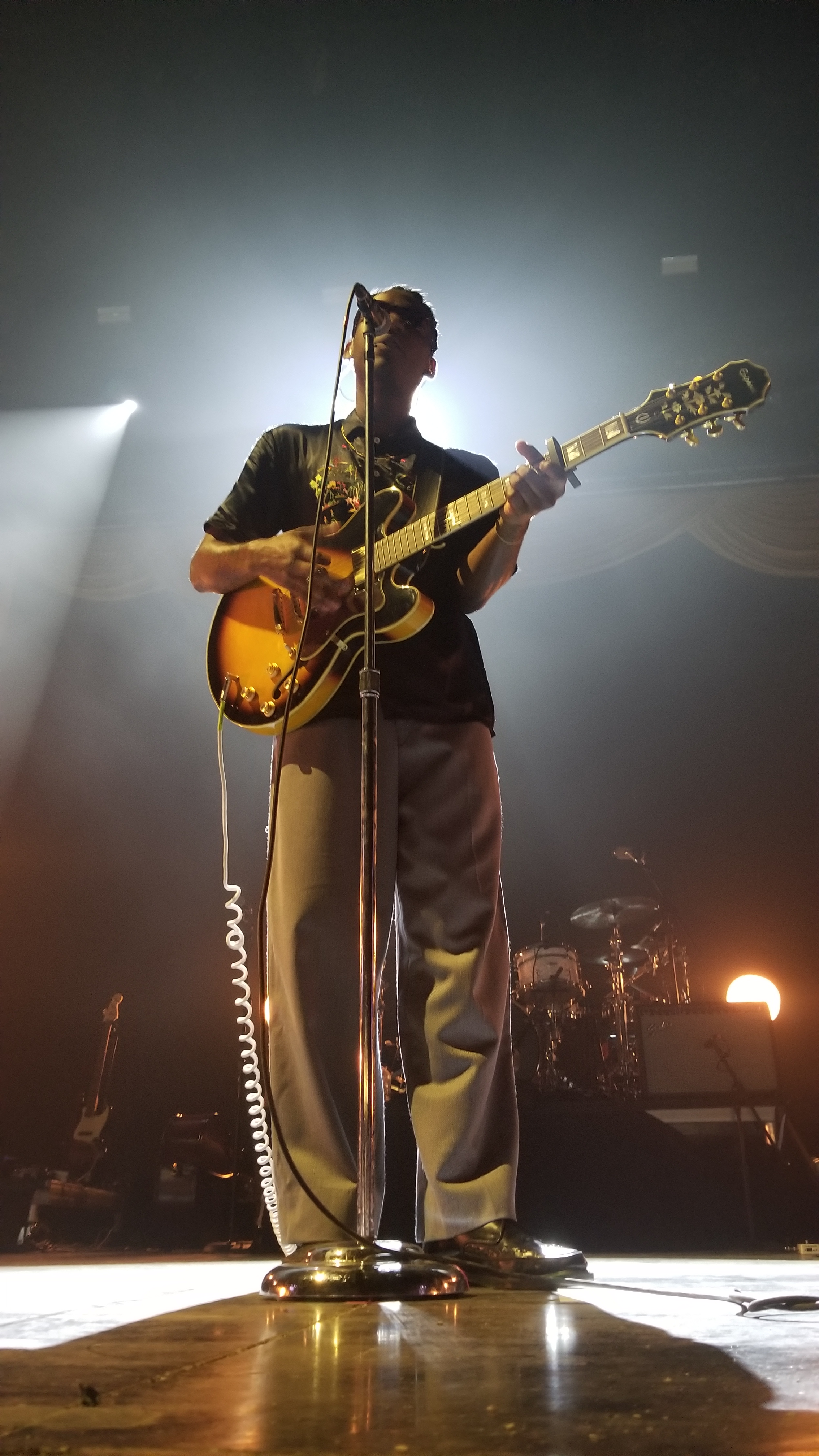
Bridges in de Toyota Music Factory in Irving, Texas, in juni 2018

In 2017 werd het nummer "River" van Bridges gebruikt in de miniserie Big Little Lies. In 2018 was zijn nummer "Better Man" te horen in de film Pacific Rim Uprising. Op 4 mei 2018 werd zijn tweede album Good Thing uitgebracht. Op 18 mei was hij te gast in The Graham Norton Show, waar hij het nummer "Beyond" van dit album speelde. In 2018 stond hij in het voorprogramma van Harry Styles tijdens zijn eerste solotournee door Zuid-Amerika en Mexico. In 2018 had hij een kleine rol in de film First Man als de zanger Gil Scott-Heron. Dat jaar was hij ook met Gary Clark jr. te horen op de single "Gone Away" van rapper Bun B.
In 2019 won Bridges een Grammy Award in de categorie Best Traditional R&B Performance voor zijn single "Bet Ain't Worth the Hand". In december 2019 kondigde de band Khruangbin een samenwerking en een tournee aan met Bridges. De single "Texas Sun" verscheen op 29 november 2019. De gelijknamige ep verscheen in februari 2020. Op 8 juni 2020 brachten Bridges en Terrace Martin de single "Sweeter" uit als reactie op de dood van George Floyd op 25 mei van dat jaar. In 2020 trad Bridges tevens op tijdens de Democratische Nationale Conventie.

## Stijl
De stijl van Bridges wordt voornamelijk omschreven als soul, maar bevat ook kenmerken uit de rhythm-and-blues uit de jaren '60. Zijn stijl wordt vergeleken met die van Otis Redding en Sam Cooke.

## Discografie

### Albums
- 2015: Coming Home
- 2018: Good Thing
- 2021: Gold-Diggers Sound

### Extended plays
- 2016: Louisiana Sun
- 2020: Texas Sun (met Khruangbin)

### Singles
- 2015: "Coming Home"
- 2015: "Smooth Sailin'"
- 2016: "Better Man"
- 2016: "River"
- 2018: "Bet Ain't Worth the Hand"
- 2018: "Bad Bad News"
- 2018: "Beyond"
- 2018: "Liberated" (met Dej Loaf)
- 2018: "If It Feels Good (Then It Must Be)"
- 2019: "That Was Yesterday"
- 2019: "Texas Sun" (met Khruangbin)
- 2020: "C-Side" (met Khruangbin)
- 2020: "Inside Friend" (met John Mayer)
- 2020: "Sweeter" (met Terrace Martin)
- 2020: "All About You" (met Lucky Daye)

### Gastoptredens
- 2016: "Katchi" (met Nick Waterhouse)
- 2016: "On My Own" (met Lecrae)
- 2016: "Kevin" (met Macklemore en Ryan Lewis)
- 2016: "Present Without a Bow" (met Kacey Musgraves)
- 2017: "Across the Room" (met Odesza)
- 2018: "Gone Away" (met Bun B en Gary Clark jr.)
- 2019: "July" (met Noah Cyrus)
- 2019: "God Is Love" (met Common)
- 2020: "Interstellar Love" (met The Avalanches)

### Hitnoteringen

#### Albums
| Album met eventuele hitnotering(en) in de Nederlandse Album Top 100 | Datum van verschijnen | Datum van binnenkomst | Hoogste positie | Aantal weken | Opmerkingen |
| ------------------------------------------------------------------- | --------------------- | --------------------- | --------------- | ------------ | ----------- |
| Coming Home                                                         | 19-06-2015            | 27-06-2015            | 10              | 17           |             |
| Good Thing                                                          | 04-05-2018            | 12-05-2018            | 22              | 4            |             |

| Album met hitnotering(en) in de Vlaamse Ultratop 200 albums | Datum van verschijnen | Datum van binnenkomst | Hoogste positie | Aantal weken | Opmerkingen |
| ----------------------------------------------------------- | --------------------- | --------------------- | --------------- | ------------ | ----------- |
| Coming Home                                                 | 19-06-2015            | 27-06-2015            | 41              | 35           |             |
| Good Thing                                                  | 04-05-2018            | 12-05-2018            | 17              | 19           |             |

#### Singles
| Single met hitnotering(en) in de Vlaamse Ultratop 50 | Datum van verschijnen | Datum van binnenkomst | Hoogste positie | Aantal weken | Opmerkingen                  |
| ---------------------------------------------------- | --------------------- | --------------------- | --------------- | ------------ | ---------------------------- |
| Better Man                                           | 01-05-2015            | 27-06-2015            | tip7            | -            |                              |
| Smooth Sailin'                                       | 09-11-2015            | 21-11-2015            | tip16           | -            |                              |
| Kevin                                                | 26-02-2016            | 05-03-2016            | tip             | -            | met Macklemore en Ryan Lewis |
| Coming Home                                          | 22-02-2016            | 12-03-2016            | tip             | -            |                              |
| Bad Bad News                                         | 13-03-2018            | 31-03-2018            | tip29           | -            |                              |
| Beyond                                               | 20-04-2018            | 05-05-2018            | tip             | -            |                              |
| If It Feels Good (Then It Must Be)                   | 28-09-2018            | 06-10-2018            | tip15           | -            |                              |
| That Was Yesterday                                   | 19-07-2019            | 27-07-2019            | tip32           | -            |                              |
| Texas Sun                                            | 29-11-2019            | 14-12-2019            | tip3            | -            | met Khruangbin               |
| Sweeter                                              | 08-06-2020            | 13-06-2020            | tip14           | -            | met Terrace Martin           |

#### NPO Radio 2 Top 2000
| Nummer met noteringen in de NPO Radio 2 Top 2000 | '20  | '21  | '22  | '23  | '24 |
| ------------------------------------------------ | ---- | ---- | ---- | ---- | --- |
| Texas Sun (met Khruangbin)                       | 1900 | 1676 | 1294 | 1214 | 969 |

1. ↑  Een vetgedrukt getal geeft de hoogste notering aan.
2. ↑  2020 was het eerste jaar met een notering voor dit nummer.

- Bibliothèque nationale de France: cb16998532b (data)
- Gemeinsame Normdatei: 1074433491
- International Standard Name Identifier: 0000 0004 5122 9163
- Library of Congress Control Number: no2015099954
- MusicBrainz: 69d9dfd7-19b7-4a75-8a53-9f733fb5d774
- Virtual International Authority File: 316876275
- WorldCat: E39PBJktmPVMFqd7FWg4qJtkDq